# Philip Sidney
Philip Sidney (1554-1586) fou un poeta anglès del Renaixement. Nascut a una família noble protestant, viatjà per tot Europa i entrà en contacte amb els principals intel·lectuals de l'època. Participà en diverses accions militars, especialment contra tropes espanyoles a terres holandeses, i també formà part de comissions diplomàtiques del seu país.
Les seves obres més cèlebres són The Defence of Poetry, The Countess of Pembroke's Arcadia i sobretot Astrophel and Stella, un poema amorós en on compara els amants frustrats amb estrelles. Amb aquesta obra introduí el sonet en les lletres anglosaxones.